# Balsemboomstraat

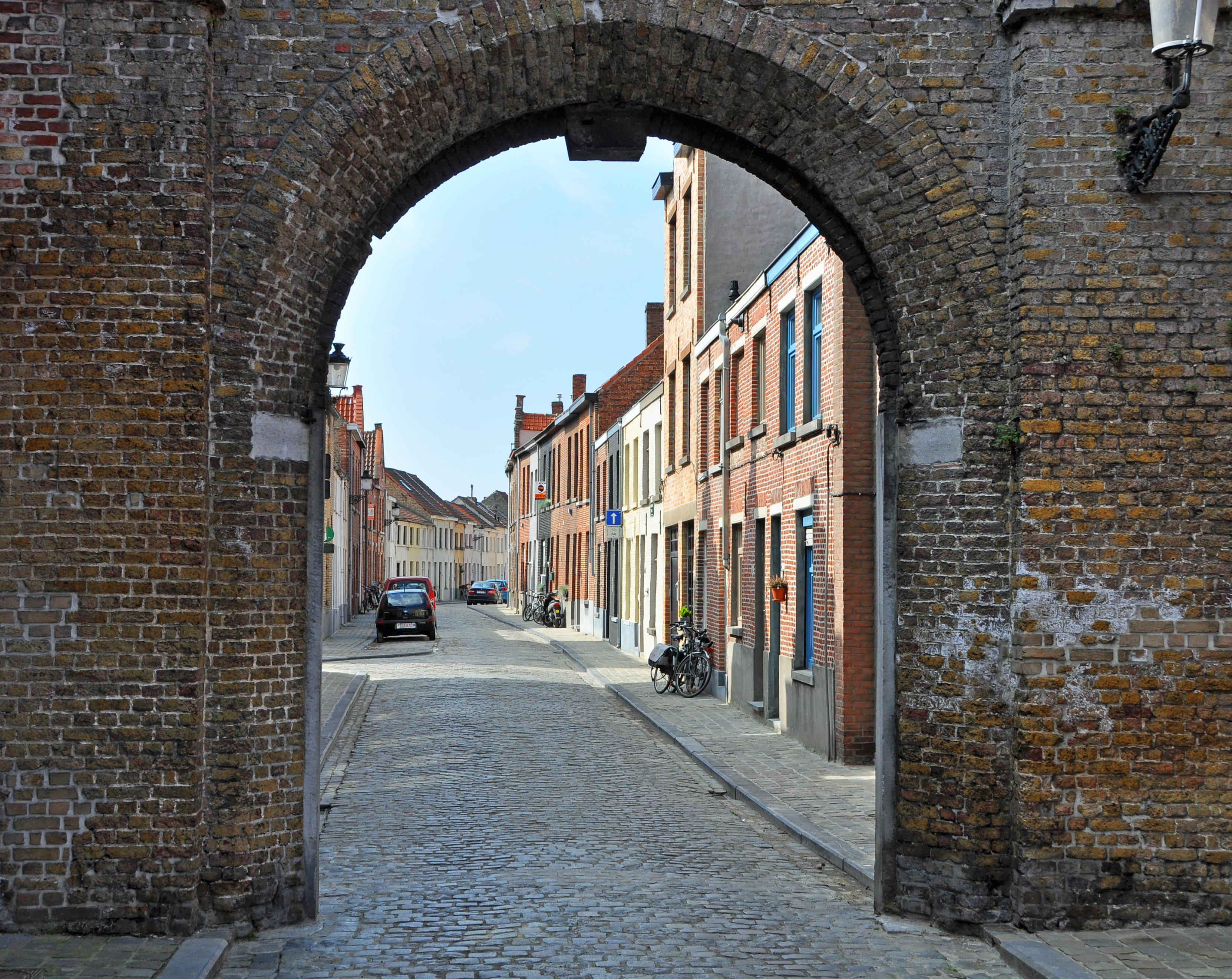
Balsemboomstraat: voormalige toegangspoort tot de (verdwenen) Rademakerskazerne

De Balsemboomstraat is een straat in het historisch centrum van Brugge, tussen de Langestraat en de Kazernevest.
Zijstraten zijn de Essenboomstraat, de Konfijtstraat en de Sint-Brunostraat.

## Beschrijving
De naam van deze straat evolueerde doorheen de tijd.
Oorspronkelijk was de naam Belzebuucstraat. Ze komt in documenten voor als de:
- Belzebuucstraetkin in 1335,
- Belzebuucstrate in 1410,
- Belzepitstraete in 1414,
- Belzebuckstrate in 1580.

Volgens Karel De Flou verwees deze naam naar een familie Belzebuuc. Albert Schouteet dacht aan de naam van een aldaar staand huis. Hoe dan ook, men had nogal moeite om de naam correct uit te spreken en te schrijven. In 1792 werd een officiële straatnamenlijst opgesteld en bleef het bij de Belzebuckstraat.
Het klonk de nieuwe Franse machthebbers niet goed in de oren en toen werd gezegd dat er de naam 'Balsemboom' in te ontwaren was, vertaalden ze het naar 'Rue de la Baume', en wat later in 'Rue du Baumier'. Bij de latere vertaling in het Nederlands werd het de Balsemboomstraat. De volksmond sprak van de Zottenstraat. Van 1809 tot 1830 was Zothuisstraat zelfs de officiële naam, terwijl de Essenboomstraat toen bekendstond als de Kromme Zothuisstraat, beide namen verwijzend naar de psychiatrische inrichting die in de Balsemboomstraat was gevestigd vanaf de 18de eeuw tot ze in 1834 verhuisde naar de Jakobinessenstraat.
De straat bestond hoofdzakelijk uit bescheiden arbeiderswoningen. De volkse stempel werd nog geaccentueerd toen in de negentiende eeuw op de binnengronden zogenaamde "forten" werden gebouwd: het 'Fort De Blaere', het 'Fort Oud Zothuis' en het 'Fort Het Heestertje'.
Aan het eind van de straat stond van 1835 tot 1965 een kazerne die na de Eerste Wereldoorlog de naam Rademakerskazerne kreeg.
Zoals in de andere straten in de omgeving van de kazernes, waren er in de Balsemboomstraat drankgelegenheden. Een telling uit 1881 vermeldt onder meer In den lansier, Den Baumier en In de vliegende vogel, naast enkele 'cafés zonder naam'.
In de jaren zeventig verdween de Rademakerskazerne en kwam er het gerechtsgebouw en een sociale woonwijk rondom de Sint-Brunostraat. De huizen in de Balsemboomstraat kregen vanaf de tweede helft van de twintigste eeuw een opwaardering en voor sommigen een erkenning van hun erfgoedwaarde.

## 1917
Op 17 oktober 1917 vielen geallieerde bommen op de Balsemboomstraat en de Kwekersstraat, die bestemd waren voor de naastgelegen kazernes. Elf huizen werden vernield en 17 bewoners werden gedood. Een gevelplaat uit 1927 herdenkt hen en vermeldt de naam en de leeftijd van de slachtoffers.